# Epènet de Cartago
Epènet (grec antic: Ἐπαινετός Epenetós) és un sant de l'Església ortodoxa grega i Església Catòlica Romana, considerat un dels setanta deixebles i pot haver estat el primer bisbe de Cartago o Cartagena. En el capítol 16 de la carta de Sant Pau als Romans, Epènet és citat per Sant Pau com "el meu estimat" i li atribueix la gran distinció de ser nomenat el "primer convers" en la província d'Àsia
| « | Saludeu també l'església que es reuneix a casa d'ells. Saludeu el meu estimat Epènet, la primícia dels qui, a l'Àsia, han cregut en Crist. ［Rm 16:5］ | » |

Epènet era un convers al cristianisme d'Efes. A les llistes dels setanta deixebles de Pseudo-Doroteu i Pseudo Hipòlit-, Epènet hi figura com a bisbe de Cartago o Cartagena. L'Església Ortodoxa Grega recorda Epènet el 4 de gener entre els Setanta, i el 30 de juliol amb els apòstols Silas i Silvà, Crescent i Andrònic